# Đại dịch COVID-19 tại Quần đảo Falkland
| COVID-19 tại Quần đảo Falkland () Tử vong Hồi phục Đang điều trị 202020212022Thg 4Thg 5Thg 6Thg 7Thg 8Thg 9Thg 10Thg 11Thg 12Thg 1Thg 2Thg 3Thg 4Thg 5Thg 6Thg 7Thg 8Thg 9Thg 10Thg 11Thg 12Thg 1Thg 2Thg 3Thg 4Thg 515 ngày gần nhất15 ngày gần nhất | COVID-19 tại Quần đảo Falkland () Tử vong Hồi phục Đang điều trị 202020212022Thg 4Thg 5Thg 6Thg 7Thg 8Thg 9Thg 10Thg 11Thg 12Thg 1Thg 2Thg 3Thg 4Thg 5Thg 6Thg 7Thg 8Thg 9Thg 10Thg 11Thg 12Thg 1Thg 2Thg 3Thg 4Thg 515 ngày gần nhất15 ngày gần nhất | COVID-19 tại Quần đảo Falkland () Tử vong Hồi phục Đang điều trị 202020212022Thg 4Thg 5Thg 6Thg 7Thg 8Thg 9Thg 10Thg 11Thg 12Thg 1Thg 2Thg 3Thg 4Thg 5Thg 6Thg 7Thg 8Thg 9Thg 10Thg 11Thg 12Thg 1Thg 2Thg 3Thg 4Thg 515 ngày gần nhất15 ngày gần nhất | COVID-19 tại Quần đảo Falkland () Tử vong Hồi phục Đang điều trị 202020212022Thg 4Thg 5Thg 6Thg 7Thg 8Thg 9Thg 10Thg 11Thg 12Thg 1Thg 2Thg 3Thg 4Thg 5Thg 6Thg 7Thg 8Thg 9Thg 10Thg 11Thg 12Thg 1Thg 2Thg 3Thg 4Thg 515 ngày gần nhất15 ngày gần nhất | COVID-19 tại Quần đảo Falkland () Tử vong Hồi phục Đang điều trị 202020212022Thg 4Thg 5Thg 6Thg 7Thg 8Thg 9Thg 10Thg 11Thg 12Thg 1Thg 2Thg 3Thg 4Thg 5Thg 6Thg 7Thg 8Thg 9Thg 10Thg 11Thg 12Thg 1Thg 2Thg 3Thg 4Thg 515 ngày gần nhất15 ngày gần nhất |
| --- | --- | --- | --- | --- |
| Ngày | Ngày | | Ca nhiễm | Ca nhiễm |
| 2020-04-03 | 2020-04-03 | | 1(n.a.) | 1(n.a.) |
| 2020-04-04 | 2020-04-04 | | 1(=) | 1(=) |
| 2020-04-05 | 2020-04-05 | | 2(+100%) | 2(+100%) |
| ⋮ | ⋮ | | 2(=) | 2(=) |
| 2020-04-08 | 2020-04-08 | | 5(+150%) | 5(+150%) |
| ⋮ | ⋮ | | 5(=) | 5(=) |
| 2020-04-14 | 2020-04-14 | | 11(+120%) | 11(+120%) |
| ⋮ | ⋮ | | 11(=) | 11(=) |
| 2020-04-17 | 2020-04-17 | | 11(=) | 11(=) |
| ⋮ | ⋮ | | 11(=) | 11(=) |
| 2020-04-21 | 2020-04-21 | | 12(+9,1%) | 12(+9,1%) |
| ⋮ | ⋮ | | 12(=) | 12(=) |
| 2020-04-24 | 2020-04-24 | | 13(+8,3%) | 13(+8,3%) |
| ⋮ | ⋮ | | 13(=) | 13(=) |
| 2020-04-30 | 2020-04-30 | | 13(=) | 13(=) |
| ⋮ | ⋮ | | 13(=) | 13(=) |
| 2020-11-10 | 2020-11-10 | | 14(+7,7%) | 14(+7,7%) |
| 2020-11-11 | 2020-11-11 | | 15(+7,1%) | 15(+7,1%) |
| ⋮ | ⋮ | | 15(=) | 15(=) |
| 2020-11-17 | 2020-11-17 | | 16(+6,7%) | 16(+6,7%) |
| ⋮ | ⋮ | | 16(=) | 16(=) |
| 2020-12-02 | 2020-12-02 | | 17(+6,2%) | 17(+6,2%) |
| ⋮ | ⋮ | | 17(=) | 17(=) |
| 2020-12-09 | 2020-12-09 | | 17(=) | 17(=) |
| ⋮ | ⋮ | | 17(=) | 17(=) |
| 2020-12-15 | 2020-12-15 | | 23(+35%) | 23(+35%) |
| ⋮ | ⋮ | | 23(=) | 23(=) |
| 2020-12-22 | 2020-12-22 | | 29(+26%) | 29(+26%) |
| ⋮ | ⋮ | | 29(=) | 29(=) |
| 2021-01-06 | 2021-01-06 | | 29(=) | 29(=) |
| ⋮ | ⋮ | | 29(=) | 29(=) |
| 2021-01-12 | 2021-01-12 | | 32(+10%) | 32(+10%) |
| ⋮ | ⋮ | | 32(=) | 32(=) |
| 2021-01-19 | 2021-01-19 | | 35(+9,4%) | 35(+9,4%) |
| ⋮ | ⋮ | | 35(=) | 35(=) |
| 2021-01-26 | 2021-01-26 | | 41(+17%) | 41(+17%) |
| ⋮ | ⋮ | | 41(=) | 41(=) |
| 2021-02-03 | 2021-02-03 | | 45(+9,8%) | 45(+9,8%) |
| ⋮ | ⋮ | | 45(=) | 45(=) |
| 2021-02-09 | 2021-02-09 | | 53(+18%) | 53(+18%) |
| ⋮ | ⋮ | | 53(=) | 53(=) |
| 2021-02-16 | 2021-02-16 | | 54(+1,9%) | 54(+1,9%) |
| ⋮ | ⋮ | | 54(=) | 54(=) |
| 2021-02-23 | 2021-02-23 | | 54(=) | 54(=) |
| ⋮ | ⋮ | | 54(=) | 54(=) |
| 2021-03-03 | 2021-03-03 | | 54(=) | 54(=) |
| ⋮ | ⋮ | | 54(=) | 54(=) |
| 2021-03-09 | 2021-03-09 | | 54(=) | 54(=) |
| ⋮ | ⋮ | | 54(=) | 54(=) |
| 2021-04-07 | 2021-04-07 | | 60(+11%) | 60(+11%) |
| ⋮ | ⋮ | | 60(=) | 60(=) |
| 2021-04-14 | 2021-04-14 | | 62(+3,3%) | 62(+3,3%) |
| ⋮ | ⋮ | | 62(=) | 62(=) |
| 2021-04-22 | 2021-04-22 | | 63(+1,6%) | 63(+1,6%) |
| ⋮ | ⋮ | | 63(=) | 63(=) |
| 2021-05-05 | 2021-05-05 | | 63(=) | 63(=) |
| ⋮ | | | | |
| 2021-08-04 | 2021-08-04 | | 66(n.a.) | 66(n.a.) |
| ⋮ | | | | |
| 2021-09-01 | 2021-09-01 | | 67(n.a.) | 67(n.a.) |
| ⋮ | | | | |
| 2021-10-06 | 2021-10-06 | | 68(n.a.) | 68(n.a.) |
| ⋮ | | | | |
| 2021-11-04 | 2021-11-04 | | 72(n.a.) | 72(n.a.) |
| ⋮ | | | | |
| 2021-12-01 | 2021-12-01 | | 83(n.a.) | 83(n.a.) |
| ⋮ | | | | |
| 2022-01-05 | 2022-01-05 | | 84(n.a.) | 84(n.a.) |
| ⋮ | | | | |
| 2022-05-31 | 2022-05-31 | | 1.687(n.a.) | 1.687(n.a.) |
| Nguồn dữ liệu lấy từ fig.gov.fk Độ trễ của các kết quả xét nghiệm thường dẫn đến các khoảng trống trong biểu đồ do kết quả vẫn chờ được xử lý. | | | | |

| fatality_rate = 0%
}}
Đại dịch COVID-19 tại Quần đảo Falkland là một phần của đại dịch toàn cầu do virus corona 2019 (COVID-19). Virus được xác nhận tồn tại ở quần đảo vào ngày 3 tháng 4 năm 2020.  Trong làn sóng dịch đầu tiên, số trường hợp lên đến đỉnh điểm là 13 trường hợp, tất cả đều đến từ căn cứ quân sự tại Mount Pleasant, không có trường hợp nào cho công dân đảo. Tất cả 13 bệnh nhân đều bình phục. Vào ngày 10 tháng 11, một trường hợp mới đã được phát hiện. Tính đến  ngày 1 tháng 12 năm 2021, tổng cộng 83 người đã được xác nhận là đã bị nhiễm bệnh.
Tính đến ngày 18 tháng 10 năm 2022, Quần đảo Falkland ghi nhận 1,930 trường hợp nhiễm COVID-19 và không có trường hợp nào tử vong.

## Bối cảnh
Kế hoạch Bệnh truyền nhiễm Quần đảo Falkland đặt ra các giai đoạn cho phản ứng COVID-19. Quần đảo Falkland đã tiến hành chuẩn bị mạnh mẽ cho COVID-19. Quần đảo thông báo các biện pháp có thể bao gồm:
- Hạn chế đối với tất cả các chuyến du lịch không thiết yếu cả quốc tế và địa phương.
- Những thay đổi có thể xảy ra trong các trường học và vườn ươm, sẽ được thực hiện dần dần trong vài tuần tới.
- Sửa đổi các thỏa thuận về việc sử dụng Dịch vụ Hàng không của Chính phủ Quần đảo Falkland (FIGAS) và Vịnh Concordia.
- Thay đổi để cung cấp các dịch vụ y tế. Điều này bao gồm những thay đổi về cách thức hoạt động của Bệnh viện Tưởng niệm Vua Edward VII (KEMH). Các chuyến thăm y tế đến Trại cũng sẽ được tăng lên.
- Liên lạc với những người dễ bị tổn thương mà chúng tôi biết và cung cấp lời khuyên thêm.
- Một loạt các biện pháp hỗ trợ nền kinh tế Quần đảo Falkland, bao gồm các doanh nghiệp và nhân viên, đang được phát triển và sẽ được công bố trong khóa học do.

Không có cơ sở để kiểm tra cho virus trên Falklands và phải mất khoảng 10 ngày để có được kết quả xét nghiệm lại từ Anh, tức gần 13.000 km. Vào ngày 23 tháng 3, Chính phủ Argentina đã cung cấp cho Đại sứ Anh Quốc tại Brazil vật tư y tế bao gồm xét nghiệm COVID-19, nhưng Falklands đã từ chối đề nghị. Falklands đã nhận được thiết bị để kiểm tra cục bộ,  và phòng thí nghiệm đã hoạt động hoàn toàn trước ngày 18 tháng 5.

## Dòng thời gian

### Tháng 3 năm 2020
Vào ngày 19 tháng 3 năm 2020, khoảng 238 người đã bay ra khỏi các hòn đảo trên một chiếc máy bay đi đến Córdoba ở Argentina.
Chính phủ Quần đảo Falkland xác nhận họ đã liên hệ với Vương quốc Anh liên quan đến đại dịch. Chính phủ trên các đảo khuyên khách du lịch và người nước ngoài rời khỏi quần đảo vì không thể đảm bảo các chuyến bay tiếp theo rời khỏi đảo, trong khi các tàu du lịch đến Falklands sẽ chỉ được phép cập cảng nếu hành khách đã ở trên tàu ít nhất 10 ngày và nếu không có bị các triệu chứng của COVID-19. Du lịch giữa các đảo của Falklands bị hạn chế rất nhiều. Các biện pháp giãn cách xã hội được đưa ra.
Vào ngày 23 tháng 3, Argentina cho biết họ đã liên lạc với đại sứ của Anh tại Buenos Aires để cung cấp hỗ trợ vật chất cho cư dân của Quần đảo Falkland bị tấn công bởi dịch coronavirus.
Vào ngày 26 tháng 3, để đề phòng, chính quyền quần đảo đã đóng cửa tất cả các trường học và vườn ươm cho đến ngày 4 tháng Năm.
Vào ngày 28 tháng 3, đã xác nhận rằng một đứa trẻ bị bệnh nặng với nghi ngờ COVID-19 và đang được điều trị tại một bệnh viện nhỏ ở Stanley.

### Tháng 4 năm 2020
Vào ngày 3 tháng 4, trường hợp đầu tiên ở Quần đảo Falkland đã chính thức được xác nhận. Tất cả các trường học và nhà trẻ đã bị đóng cửa và tất cả công nhân không được coi là trọng yếu được yêu cầu ở nhà. Vào ngày 5 tháng 4, một trường hợp thứ hai đã được xác nhận. Vào ngày 8 tháng 4, có 5 trường hợp và 1 ca phục hồi, tất cả đều phục vụ tại Khu phức hợp Mount Pleasant. 137 người đã được kiểm tra cho đến ngày hôm đó. Vào ngày 14 tháng 4, có 11 trường hợp và 1 ca phục hồi.
Đến ngày 15 tháng 4, 255 mẫu đã được xử lý. Các biện pháp bổ sung đã được đưa ra và các hành trình đến và đi Khu phức hợp Mount Pleasant cần được phê duyệt. Vào ngày 17 tháng 4, một loạt các biện pháp đã được công bố cho các cá nhân, doanh nghiệp..., kế hoạch duy trì việc làm, trợ cấp thất nghiệp, trợ cấp không hoàn lại cho các doanh nghiệp. Vào ngày 23 tháng 4, Quần đảo Falkland thông báo sẽ có thể xét nghiệm COVID-19 vào tuần sau khi các máy xét nghiệm sắp được đưa đến. 337 mẫu đã được gửi đến Vương quốc Anh.
Vào ngày 27 tháng 4, giá len đã giảm 50% so với năm trước. Giá đã giảm trước đó, nhưng sự sụt giảm chính là do đại dịch COVID-19 gây ra. Vào ngày 29 tháng 4 năm 2020, giá điện cho tất cả người tiêu dùng sẽ giảm từ 23£ xuống 18£ kể từ ngày 1 tháng 5 năm 2020 trở đi.
Vào ngày 30 tháng 4, tất cả 13 trường hợp ở quần đảo đã được phục hồi.

### Tháng 5 – Tháng 7 năm 2020
Vào ngày 1 tháng 5, việc nới lỏng các hạn chế đã được thông báo: các trường học, doanh nghiệp sẽ được phép mở cửa trở lại vào ngày 11 tháng 5 và hạn chế đi lại giữa Stanley và Mount Pleasant sẽ có hiệu lực. Vào ngày 15 tháng 5, việc nới lỏng hơn nữa các hạn chế đối với việc đi lại giữa các đảo đã được công bố.
Vào ngày 6 tháng 7, các quy định kiểm dịch mới có hiệu lực đối với Quần đảo Falkland. Du khách đến các hòn đảo phải cung cấp thông tin về hành trình của họ và nơi họ sẽ ở. Bắt buộc phải cách ly 14 ngày khi đến nơi. Quân nhân đã hoàn thành kiểm dịch tại Vương quốc Anh được miễn trừ.

### Tháng 11 – Tháng 12 năm 2020
Vào ngày 10 tháng 11, một trường hợp mới đã được phát hiện đó là 1 dân thường đang cách ly. Tổng cộng có 4 ca mới được xác nhận trong làn sóng thứ hai ở quần đảo cho đến ngày 2 tháng 12. Tất cả 4 trường hợp được xác nhận là đã phục hồi vào ngày 9 tháng 12. 6 trường hợp mắc mới cũng được xác nhận sau đó vào ngày 15 tháng 12 và ngày 22 tháng 12.

### Tháng 1 – Tháng 2 năm 2021
Vào ngày 12 tháng 1 năm 2021, Chính phủ Quần đảo Falkland thông báo rằng dự kiến họ sẽ nhận được 5.200 liều vắc xin AZD1222 do Đại học Oxford và AstraZeneca phát triển trong tháng 2 này. Vào ngày 24 tháng 2, các hòn đảo đã nhận được lô hàng liều thứ hai từ Vương quốc Anh, tổng cộng là 2.200 liều AZD1222.

## Thống kê
Biểu đồ tổng kết đại dịch từ ngày 3 tháng 4 năm 2020, đại diện cho những thay đổi về số trường hợp thực mắc, dựa trên số trường hợp được báo cáo trong báo cáo của Chính phủ Quần đảo Falkland.